# Богодарівська сільська рада (Чорнухинський район)
Богодарівська сільська рада — орган місцевого самоврядування у Чорнухинському районі Полтавської області з центром у c. Богодарівка.
Населення — 564 осіб.

## Населені пункти
Сільраді підпорядковані населені пункти:
- c. Богодарівка
- с. Голотівщина
- с. Осняг